# Roymata
Vous lisez un « bon article » labellisé en 2022.
Roymata (parfois orthographié Roy Mata et Roi Mata) est un titre de chefferie porté par une lignée de chefs ayant régné du XIe siècle au XVIIe siècle au centre du Vanuatu.
Parmi les détenteurs de ce titre, le plus célèbre des Roymata est un chef important ayant régné au début du XVIIe siècle. S'agissant probablement du dernier détenteur du titre, il est aujourd'hui désigné comme “le dernier Roymata”. Par abus de langage, le dernier Roymata est souvent appelé simplement “Roymata”, ce qui a longtemps entraîné une confusion avec ses prédécesseurs, autres détenteurs du même titre.
L'existence des Roymata n'a longtemps été connue que par la tradition orale véhiculée par les populations mélanésiennes des îles Shepherd, au centre du Vanuatu. En 1967, cette tradition orale fut confirmée à travers la découverte, près de l'île d'Éfaté, de la tombe du dernier Roymata ‒ la plus riche sépulture des îles du Pacifique.
Selon les légendes, le premier Roymata serait venu vers 1100 de Polynésie en pirogue, avant de s'installer dans l'île d'Éfaté. Héros pacificateur, il met en place un festival de la paix et trouve le moyen de mettre fin aux rivalités entre clans qui déchirent Éfaté. Son règne coïnciderait avec des changements, observables archéologiquement, dans l'artisanat et l'outillage au centre du Vanuatu.  
Au fil des siècles, les Roymata auraient répandu la paix dans d'autres îles du centre de l'archipel, en particulier les îles Shepherd. Finalement, le dernier Roymata serait mort empoisonné par son frère, ou victime d'un festin trop copieux. Des récits et des chants racontent le sacrifice de sa cour et de chefs de clans, enterrés avec lui sur l'île de Retoka, qui devient par la suite terre interdite.
En 1967, guidé par la tradition orale locale, l'archéologue français José Garanger étudie différents sites liés à la vie du dernier Roymata. Il met au jour une sépulture à l'emplacement indiqué par la tradition orale, à Retoka. Elle contient une cinquantaine de squelettes d'hommes et de femmes vraisemblablement sacrifiés à cette occasion, avec un grand nombre de bijoux. Le squelette d'un vieil homme, par sa position dans la sépulture et les similitudes avec les récits, est identifié comme étant probablement celui de Roymata, dernier du nom.
Ce Roymata est aujourd'hui une figure majeure de la culture vanuataise. L'homme représenté sur l'emblème du pays est associé par un grand nombre de Ni-Vanuatu à Roymata, et la découverte de sa tombe a éveillé des vocations d'archéologues dans le pays. Selon la volonté de José Garanger, les bijoux prélevés lors des fouilles sont officiellement restitués en 2000 et aujourd'hui exposés au Centre culturel du Vanuatu. En 2008, le domaine de Roymata, un ensemble de sites liés à sa vie, est le premier bien du Vanuatu à être inscrit au patrimoine mondial de l'UNESCO.

## Biographie

### Légendes liées à Roymata
Les origines plus ou moins fantastiques de Roymata sont connues par des légendes et mythes locaux, transmis oralement. La collecte de légendes sur sa vie est due en grande partie à l’ethnologue Jean Guiart, l’archéologue José Garanger; ainsi qu'aux linguistes Jean-Claude Rivierre et Sandrine Bessis.

#### Légende du laplap

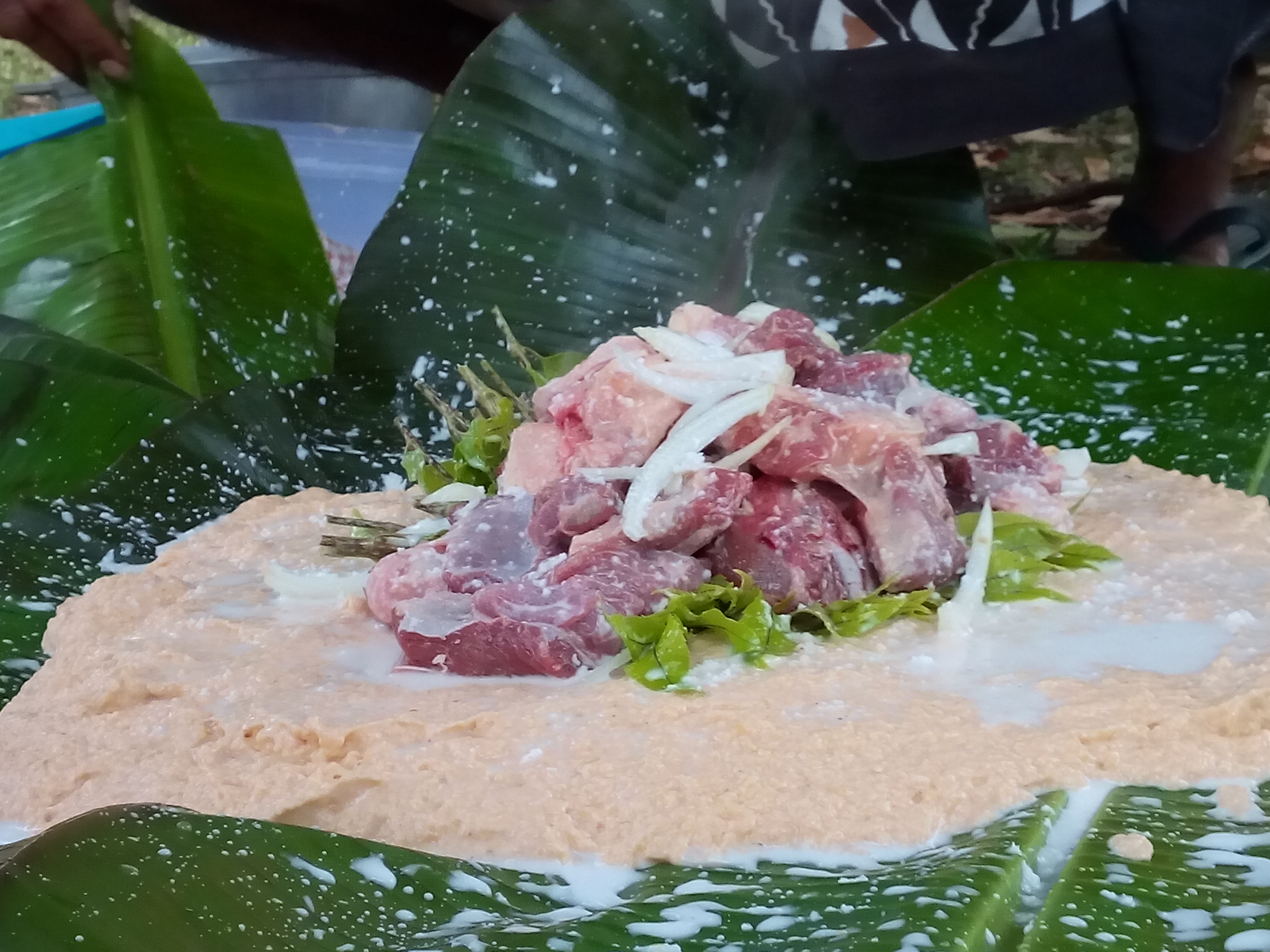
Un laplap, plat traditionnel emblématique du Vanuatu.

Les mythes sur Roymata sont particulièrement présents à l’ouest d’Éfaté. Certaines légendes le font naître dans les environs du village de Tukutuku, avec son frère Roymuri ou Roymuru. Roymuri est désigné tantôt comme son jumeau, tantôt comme son frère cadet, et leurs parents sont parfois nommés Masasuri et Leiawa. Dans une légende conservée dans le village de Siviri, les deux frères imitent leurs parents en cuisinant chacun un laplap — un plat traditionnel emblématique du Vanuatu. Le cadet reçoit plusieurs rebuffades de la part de l’aîné, qui rate finalement la cuisson de son laplap, s’attirant les moqueries du cadet,. De là viennent leurs noms : Roymata, de mata, « mal cuit » ; et Roymuri, de muri, « se moquer ». Une rivalité naît entre les frères, et Roymuri s’installe sur l’île de Retoka, au large d’Éfaté.  
Il est possible, comme le dit cette légende, que Roymata soit effectivement né à Éfaté. Cette hypothèse se heurte à une autre, qui le fait venir d’une île au sud du Vanuatu, Erromango,. Plusieurs épopées rapportent l’arrivée de chefs du sud de l’archipel, venus à Éfaté en pirogues,,. Le nom Roy, qui n’est pas originaire d’Éfaté, pourrait souligner le fait que Roymata soit étranger. 

#### Légende de l'ogre Utuama
Une autre légende, conservée à l’ouest d’Éfaté et sur l’île de Lelepa, fait de Roymata le protagoniste d’une lutte contre un ogre, Utuama. Utuama aurait enfermé plusieurs hommes, délivrés par un chef nommé Arieri. L’ogre les prend en chasse, mais chaque fois qu'il se rapproche, Arieri transforme les hommes en plantes pour le tromper. À la nuit tombée, Arieri cueille un fruit de namambe, l’ouvre et en fait une pirogue pour les hommes. Arrivés dans la grotte Felesa, sur l'île de Lelepa, les hommes escaladent de longues racines de banyan, puis les entaillent et attendent l’arrivée d’Utuama. Celui-ci tente d’y grimper, tombe et meurt ; les hommes, sauvés, se dispersent. Parmi eux se trouve le futur Roymata, seulement dénommé Roy.
La suite de la légende rapporte l’origine de son nom, très similaire à la légende du laplap : trois des hommes ayant échappé à Utuama se rendent à une fête organisée par un vieil homme. Ils cuisinent des laplap, dont l’un n’est pas assez cuit, et les noix de coco qu’il leur reste sentent mauvais. Les trois hommes se moquent les uns des autres, d’où leurs noms, Roymata, Roymuri et Roymantay — mantay signifiant « fait d’excréments ». Roymantay n’est pas mentionné dans toutes les légendes, contrairement à Roymuri. Il semble que mata et muri aient été des suffixes souvent associés aux chefs gouvernant par deux, ce qui est peut-être le cas de Roymata et Roymuri, comme le suggère la métaphore des jumeaux.

### Un chef pacificateur

#### Instauration desnamatarao

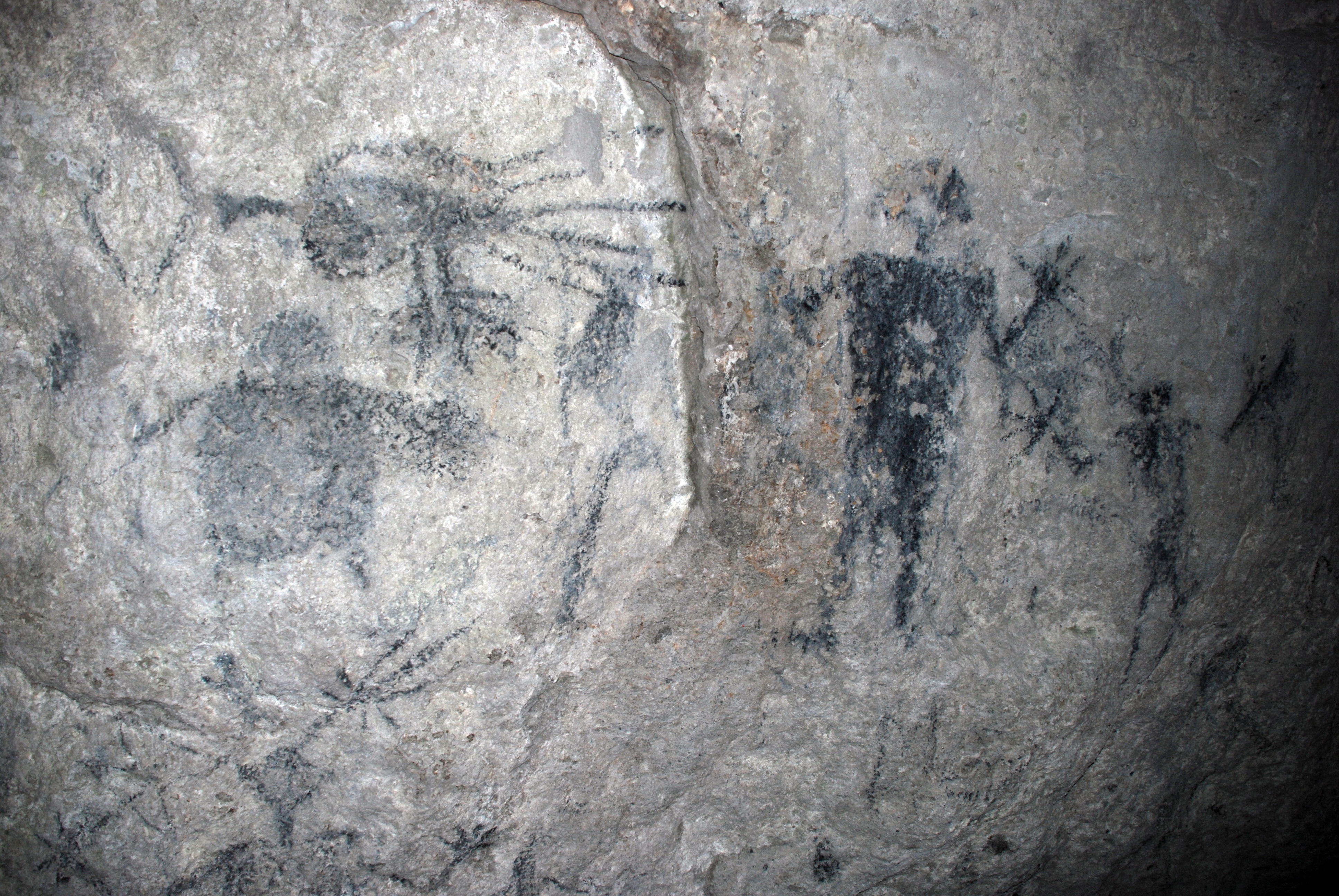
Peintures rupestres dans la grotte Felesa, sur l'île de Lelepa. Peut-être contemporaines de Roymata, certaines de ces peintures pourraient représenter l'instauration des namatarao.

Les légendes s’accordent sur le rôle pacificateur de Roymata, qui aurait transformé plusieurs aspects de la société d’Éfaté et considérablement réduit la violence entre les différents clans de l’île,. On lui impute la création d'une fête de la paix, natamwate,. Selon les légendes conservées à l’ouest d’Éfaté, Roymata organise le premier natamwate en réunissant les habitants de l’île, peut-être à Tukutuku. Chacun doit venir sans arme et apporter un aliment, différent de celui de ses proches ou de ses voisins, puis les aliments sont rangés par type. La légende, recueillie par Jean Guiart, rapporte les paroles attribuées à Roymata :

« J’ai organisé cette fête pour vous enseigner l’amitié. Chacun de ceux qui ont apporté une igname sera dorénavant igname. Chacun de ceux qui ont apporté un taro sera dorénavant taro, et ainsi de suite. Si un homme a des difficultés, qu’il aille trouver ses amis de la même catégorie, ailleurs que chez lui, il y trouvera assistance et refuge au lieu d’y rencontrer la mort. Il y aura ainsi une protection pour tout homme en tout lieu. »

Chaque aliment devient un totem, appelé namatarao ou naflak. L’appartenance à un namatarao est matrilinéaire, une autre nouveauté apportée par Roymata. Cependant, il existe des variantes de la légende selon lesquelles les namatarao sont instaurés par Roymuri. Cette organisation existe toujours dans certaines zones d’Éfaté au moment où Guiart l’étudie, dans les années 1960.

#### Baptêmes de chefs
L'un des porteurs du titre Roymata, devenu chef et siégeant à Mangaasi, à l'ouest d'Éfaté, aurait « baptisé » plusieurs chefs. Il les aurait par la suite envoyés dans différentes îles pour répandre son mode d’organisation, principalement au centre du Vanuatu,. Selon certaines légendes, ces baptêmes auraient eu lieu à Maniura, la pointe ouest d'Éfaté, dans l’îlot du lac Lukutau, devenu tabou par la suite. Le terrain dans la zone de Lukutau, très boueux, rend les recherches archéologiques difficiles, et l'îlot en son centre n’a pas été étudié en détail.

### Mort et funérailles

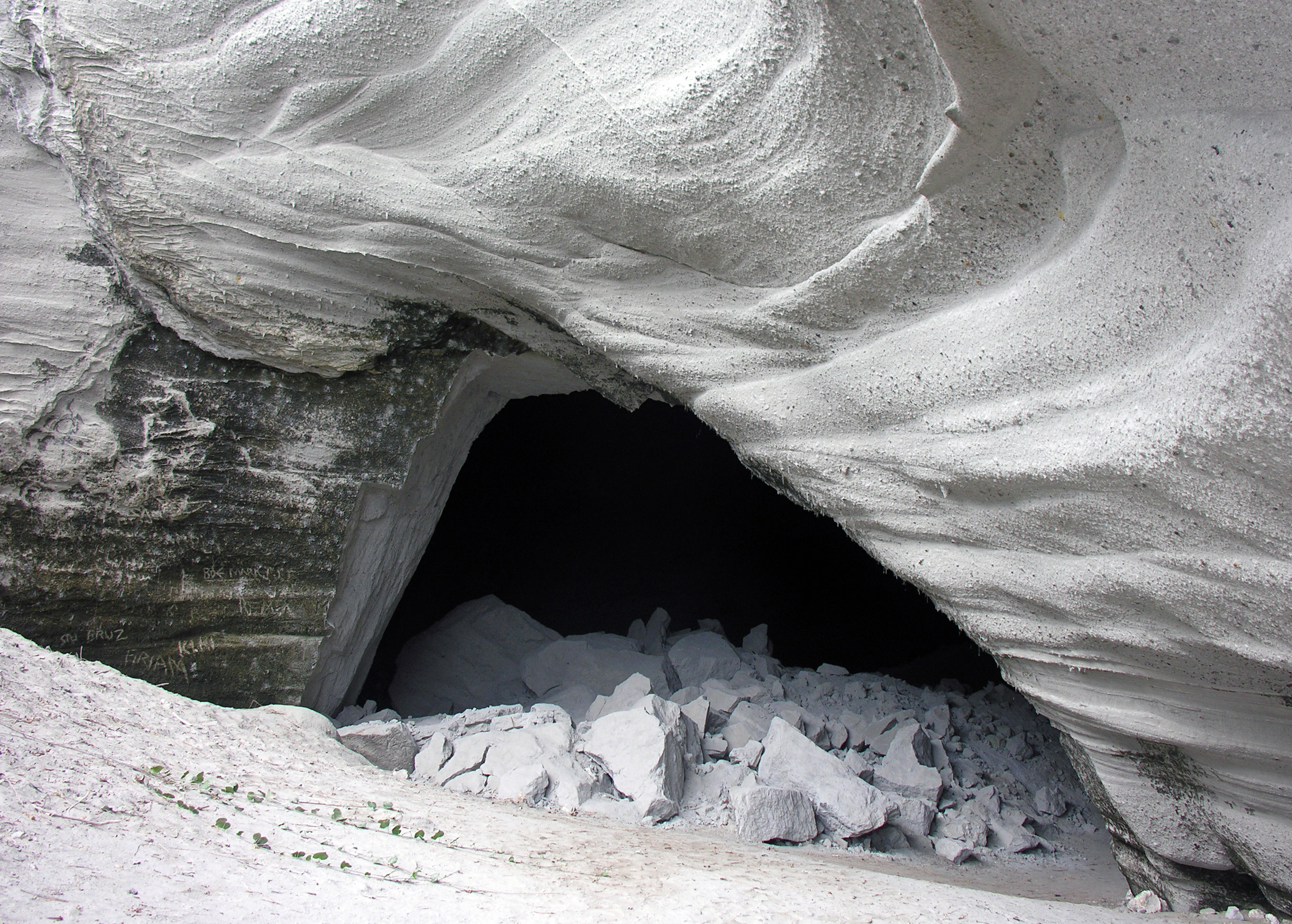
L'entrée de la grotte Felesa, où aurait été transporté Roymata au moment de sa mort.

Dans la plupart des légendes, Roymuri, jaloux de son frère, le tue d’une flèche empoisonnée ; mais dans d'autres récits, Roymata, âgé, meurt après un festin trop copieux. Mourant, il aurait été transporté dans la grotte Felesa. Cependant cette grotte, située sur la petite île de Lelepa au large d’Éfaté, est difficile d’accès ; il est peu probable qu’un homme mourant y ait été véritablement transporté, à moins que la grotte ait eu une signification spirituelle aujourd'hui oubliée.
Le cortège funèbre, selon plusieurs légendes, fait étape à Mangaasi, siège du pouvoir de Roymata, et à Tukutuku, où aurait eu lieu le premier natamwate. Le corps de Roymata est montré aux différents clans qui lui doivent allégeance. Le cortège est suivi par une grande foule, et la mer se serait ouverte pour le laisser passer jusqu’à Retoka, le lieu choisi pour la sépulture. Une cérémonie de plusieurs jours est organisée, comprenant notamment des sacrifices humains. En particulier, plusieurs membres de sa cour et des représentants de chaque clan sont volontairement enterrés vivants avec Roymata.
Retoka est déclarée « terre interdite » (fanua tabu, dans la langue de Lelepa), ce que rapporte au moins un chant funéraire encore conservé. Selon les coutumes locales, il est dangereux d’y passer la nuit et mortel de toucher aux sépultures, sur lesquelles la végétation ne pousserait plus,. Mangaasi, le village où vivait et gouvernait Roymata, est aussi abandonné.

## La sépulture de Roymata

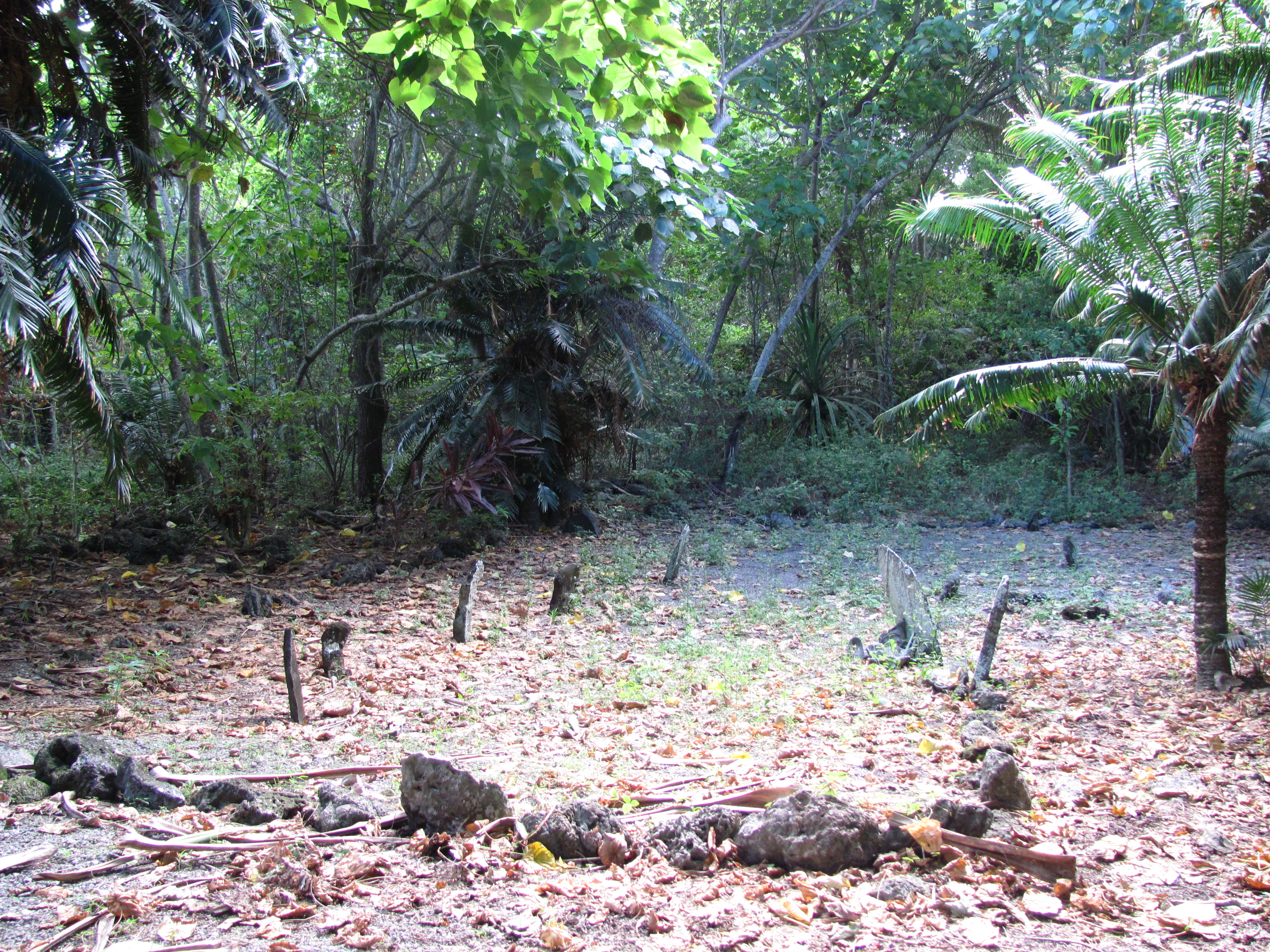
Stèles dressées sur la sépulture collective de Roymata.

Dans les années 1960, dans le cadre d’une mission franco-étasunienne, des archéologues étudient différentes îles du Vanuatu. L'archéologue français José Garanger dirige des fouilles dans les îles du centre de l’archipel, en 1964 puis en 1967-1968, principalement pour trouver des éléments sur la disparition de Kuwae. Guidé par la tradition orale, il se rend sur Retoka en 1967. Le propriétaire de l’île, Ernest Henry Reid, lui indique l’emplacement de la sépulture de Roymata selon les légendes, signalé par deux pierres dressées. Les fouilles révèlent la tombe la plus importante étudiée dans tout le Pacifique sud, par la richesse du mobilier et le nombre de personnes inhumées.

### Découvertes
Accompagné d'autochtones qui participent aux fouilles et donnent des informations sur les objets exhumés, Garanger met au jour une sépulture collective composée d’une cinquantaine de squelettes, sur une surface de 104 m2 qui est restée inoccupée après l’inhumation. Pour dater l'inhumation des squelettes, il utilise l'analyse du collagène osseux  et obtient la date de 1265, avec ce qu'il pense être une marge d’erreur de 140 ans. Cependant, la datation d'après le collagène osseux n'est plus utilisée en anthropologie archéologique, cette méthode s'étant avérée peu fiable. 
La sépulture est divisible en trois niveaux, selon la profondeur des fosses :
- au niveau I, à environ vingt centimètres de profondeur, trois enfants en bas âge sont enterrés. Deux d’entre eux sont « empaquetés », c’est-à-dire que leurs os sont réunis pour former un fagot[28] ;
- le niveau II comprend le plus grand nombre de squelettes : quatre hommes seuls, quatre femmes seules, neuf couples mixtes, un couple de femmes, deux enfants et trois paquets (l’un de ces paquets est constitué d’une douzaine de fémurs). Les neuf sépultures de couple, dont chacune est indiquée par une stèle, sont situées en arc de cercle face aux deux grandes pierres qui indiquent la sépulture de Roymata[22],[29] ;
- le niveau III, le plus profond, est situé au pied de deux pierres dressées marquant la tombe de Roymata. Le squelette d’un vieil homme y est entouré par ceux d’un couple à sa gauche, d’un homme à sa droite, d’une jeune femme placée perpendiculairement à ses pieds et d’un porc. Un squelette empaqueté est placé entre les jambes du vieil homme[30],[31].

La plupart des squelettes portent des bijoux, chacun étant paré différemment. Les plus richement parés sont ceux du niveau III et les couples disposés en arc de cercle. Ils portent des ceintures, brassards et colliers en perles, des pendentifs en os d’oiseaux, en défenses de porc ou encore en dents de cétacé,. Quelques squelettes sont teintés d’ocre rouge, ce que Garanger identifie comme des traces de linceuls ou de vêtements s'étant décomposés. Des pierres sont mises au jour à côté de trois squelettes ; il s’agirait de pierres protectrices, traditionnellement portées en ceinture.
Parmi les autres squelettes du niveau II, six portent des bracelets faits de coquillages perforés, qui sont des bijoux de danseurs. Un seul squelette, celui d’une femme, est exhumé avec une herminette, un fait unique au Vanuatu mais très courant en Polynésie et en Nouvelle-Zélande,. Des restes de fours, des coquillages, des os de porc et des œufs de mégapode de Layard (un oiseau endémique du Vanuatu et associé à l’au-delà) sont également mis au jour.

### Interprétations
La tombe montre l’existence d’une société hiérarchisée et ritualisée. Garanger identifie le vieil homme au centre du niveau III comme Roymata en s'appuyant sur la tradition orale, sa position dans la sépulture et la présence des deux pierres dressées. Il pourrait être inhumé à côté de son atavi (l’homme le plus proche d’un chef), ou bien entouré de son munuwa (homme faisant le lien avec le monde spirituel) et de son manuvasa (héraut, symbolisé par une conque trouvée à proximité du squelette). Les neuf couples situés en arc de cercle autour de sa tombe pourraient être les différents chefs de clans et leurs femmes, dont parle la tradition orale,. Les autres squelettes du niveau II, disposés de manière moins ordonnée, sont probablement ceux des personnes ayant participé aux cérémonies funéraires, dont des danseurs et danseuses, et possiblement des hommes sacrifiés pour des rites anthropophages. Les différences dans l’orientation ou la position des squelettes peuvent être liées au rang social ou à l’origine des défunts.
La pratique qui consiste à enterrer un chef avec sa cour existe encore en Mélanésie au XIXe siècle, où elle est combattue par les missionnaires européens. Les sacrifiés sont enterrés vivants, les hommes drogués ou empoisonnés et les femmes laissées conscientes, ce que semblent confirmer les squelettes : les femmes ont les doigts et les orteils crispés et sont agrippées aux hommes, qui sont simplement allongés. Cependant, certaines femmes ont pu être étranglées ou assommées avant d’être inhumées.

### Restitution des objets prélevés
Lors des fouilles, les squelettes ne sont pas déplacés mais seulement photographiés. Garanger prélève des parures en promettant aux Ni-Vanuatu de les rendre dès qu’elles auront été étudiées. Après avoir soutenu sa thèse Archéologie des Nouvelles-Hébrides en 1972, il met 61 pièces de la sépulture de Roymata en dépôt au Musée de l’Homme de Paris en 1980, année de l’indépendance du Vanuatu. Garanger prend contact avec les autorités vanuataises en 1992 pour organiser le retour des objets ; il faut encore attendre la construction du Centre culturel de Port-Vila en 1995, la restauration de plusieurs objets et un inventaire complet, pour que les pièces soient officiellement restituées le 4 novembre 2000 . Avec l’autorisation des scientifiques vanuatais, quelques pièces faisant doublon sont gardées par le Musée de l’Homme, afin d’en conserver en cas de destruction au Vanuatu. Marcellin Abong, né à Malekula et étudiant en archéologie à Paris, est chargé du dossier pour la restitution des pièces ; il devient par la suite directeur du Centre culturel de Port-Vila.

## Historiographie et postérité

### Éléments historiques et débats sur ses dates de règne
D’un point de vue historique, des éléments concordent avec certains aspects des légendes sur Roymata. Pendant longtemps, divers auteurs ‒ y compris Guiart lui-même ‒ ont cru, à tort, que le nom de Roymata cité dans les traditions orales référait toujours à la même personne; cette confusion a entraîné des débats concernant la bonne datation de “Roymata”. En réalité, une partie de ces désaccords s'explique par l'existence de toute une lignée de porteurs de ce titre, sur plusieurs siècles.
Garanger note qu’à partir d’environ 1200, au centre du Vanuatu, on observe une disparition globale de la poterie et des changements dans l’outillage. L’outillage en pierre est remplacé par un outillage en coquillage, qui semble avoir été apporté par une population extérieure, d'origine micronésienne ou polynésienne. Ces changements coïncident avec le règne probable de Roymata, et confortent l’hypothèse d’une origine étrangère, rapportée dans les légendes qui parlent d’un chef venu du sud de l’archipel. Une légende, conservée sur un îlot au large d’Éfaté, décrit Roymata et Roymuri comme très noirs de peau parmi une population à la peau plus claire. Certains historiens placent le règne de Roymata avant le cataclysme de Kuwae — une île ayant disparu au cours d’un séisme et d’une activité volcanique intense, au XVe siècle — puisque Roymata y aurait envoyé des chefs,.
Une hypothèse très différente est proposée par l’historien David Luders, qui s’oppose à la chronologie de José Garanger et Jean Guiart. Il suggère que le règne de “Roymata” a eu lieu vers 1600, après un conflit important sur l’île d’Éfaté, connu par certaines légendes comme « la grande guerre d’Éfaté » (en bislama bigfala faet long Efate). La paix instaurée par Roymata serait liée à ce contexte troublé, même si Luders admet qu’aucune légende ne lie ces deux événements. S’appuyant principalement sur les dires d'un seul homme, Luders soutient que l’arrivée de chefs venus du sud aurait eu lieu vers 800, et que l’envoi de chefs dans d’autres îles serait l’œuvre d’un autre héros d’épopée, Marikitapu. Jean Guiart réfute ces hypothèses et parle d’une « reconstruction pseudo-historique », critiquant l’approche de Luders qui accorde plus de valeur à certaines légendes qu’à d’autres. La datation de Luders est celle adoptée dans le dossier d'inscription du domaine de Roymata au patrimoine mondial de l'UNESCO. Des fouilles archéologiques à Mangaasi montrent une dernière période d'occupation entre 1450 et 1600, et une nouvelle datation de la sépulture, basée notamment sur les parures des défunts, s'accorde avec ces dates.

### Influence au Vanuatu

Carte du domaine du chef Roi Mata, site inscrit au patrimoine mondial de l'UNESCO.

Roymata est devenu une figure emblématique de la culture vanuataise,. En 1980, lors de l’indépendance du pays, Garanger est invité pour présenter la découverte de la sépulture, et Paul Gardissat, un des fondateurs de Radio-Vanuatu, enregistre à cette occasion de nombreuses légendes sur Roymata. En 1996, une exposition à Port-Vila, Arts des îles de cendre et de corail, présente la découverte dans un catalogue publié en bislama, selon la volonté de Garanger de rendre son travail accessible au plus grand nombre de Ni-Vanuatu. Un ensemble de pièces mises au jour dans la sépulture est aujourd’hui présenté au Centre culturel de Port-Vila, avec des textes évoquant l’épopée de Roymata. Cette découverte a créé un engouement pour la figure de Roymata, et a permis la reconnaissance de la culture vanuataise par les Ni-Vanuatu eux-mêmes, dont plusieurs ont obtenu des diplômes d’archéologie par la suite,. L’emblème du Vanuatu, qui représente un homme en habit traditionnel, est aujourd’hui associé par la majorité des Ni-Vanuatu à une représentation de Roymata, bien qu’il s’agisse en réalité d’un dessin datant du XIXe siècle et représentant l’emblème d’une famille d’Éfaté.
En 2008, le domaine du chef Roi Mata est le premier bien du Vanuatu à être inscrit au patrimoine mondial de l’UNESCO. La demande d’inscription présente Roymata comme « un personnage mythique et historique de la tradition orale, un bien archéologique et matériel, et une figure vivante de la culture vanuataise contemporaine ». Les principaux sites qui composent ce domaine sont Mangaasi, où Roymata aurait vécu, la grotte Felesa, où il serait mort, et Retoka, où a été découverte sa sépulture.